# 13-cm-Kanone
Die 13-cm-Kanone (manchmal heute auch 13,5-cm-Kanone 09 genannt) war ein Geschütz der Fußartillerie des Deutschen Heeres, das im Ersten Weltkrieg zum Einsatz kam.

## Geschichte
Das Geschütz wurde als Ersatz für die lange 15-cm-Kanone aus dem Jahr 1892 als Rohrrücklaufgeschütz im Jahr 1907 entwickelt und schließlich im Jahr 1909 im Heer eingeführt. Um die Forderung zu erfüllen, das Geschütz in zwei Lasten im Pferdezug transportierbar zu machen und gleichzeitig eine Schussweite von 15 km und mehr zu erzielen, musste man vom 15-cm-Kaliber abweichen. Das Geschütz war ursprünglich als „Bombardementsgeschütz“ gegen die Betonvorlagen zum Unterschießen sichtbarer Panzerziele vorgesehen. Beschafft wurden zunächst 8 Batterien zu 4 Geschützen.
Bei Mobilmachung im August 1914 waren 16 weitere Geschütze bestellt worden, die ab Ende 1915 ausgeliefert wurden. Insgesamt wurden 202 Geschütze von 1915 bis etwa 1917 von Krupp gefertigt, dann begannen die Nachfolgemodelle von Krupp und Rheinmetall, die 15-cm-Kanone 16, die 13-cm-Kanone abzulösen. Indessen waren im Oktober 1918 noch 41 Batterien (zu meist 3, selten 2 Geschützen) mit der 13-cm-Kanone ausgerüstet, davon hatten 9 Kraftzug, 32 Batterien waren weiterhin bespannt.
Der Friedensvertrag von Versailles verbot Deutschland den Besitz schwerer Geschütze. Die bei Weltkriegsende in Deutschland noch vorhandenen Geschütze wurden daher alle verschrottet.

## Technische Details
Als Verschluss diente ein horizontaler Krupp’scher Leitwellverschluss, Granate und Treibladung waren getrennt. Die hydraulische Rücklaufbremse hatte einen Bremsweg von maximal 1,42 m, bei der Lafette handelte es sich um eine einteilige Kastenholm-Lafette. Das Geschütz schoss unter Benutzung von Radgürteln und war auch im Gelände gut fahrbar.

## Einsatz
Das Geschütz war bei Kriegsausbruch 1914 Ausstattung des II. und III. Btl./ResFußAR 7 (und damit Fußartillerie-Reserve der Festung Köln) und des I. u.II.Btl./ResFußAR 10 (und damit Fußartillerie-Reserve der Festung Straßburg), jedes Bataillon zu 2 Batterien zu 4 Geschützen, leichter Munitionskolonne und Parkkompagnie, also: 4 Btl. à 2 Batt. à 4 Geschütze = 32 Geschütze.
Die Batterie zu vier Geschützen umfasste bei Kriegsbeginn
- 21 sechsspännige Fahrzeuge (4 Rohrwagen, 4 Lafetten, 4 Gürtelwagen, 8 Munitions- und ein Vorratswagen),
- 4 vierspännige Fahrzeuge (1 Beobachtungs-, 2 Futter- und 1 Schmiedewagen)
- 2 zweispännige Fahrzeuge (1 Pack-, 1 Lebensmittelwagen)
- insgesamt 23 Reit- und 154 schwere Zugpferde
- zusammen 7 Offiziere und 279 Unteroffiziere und Mannschaften[6].

Im Jahr 1916 halbierte man die Batterien, sodass sie jetzt nur noch zwei Geschütze besaßen. Da die Feuerwirkung einer derartigen Batterie aber als zu schwach empfunden wurde, gab man den Batterien ab etwa 1917 jeweils ein drittes Geschütz; eine derartige Batterie zu 3 Geschützen umfasste 8 Offiziere, 197 Unteroffiziere und Mannschaften, 23 Reit- und 104 schwere Zugpferde, 13 sechsspännige, 3 vierspännige und 3 zweispännige Fahrzeuge.
Im September 1914 kamen Teile des ResFußAR 10 in den Vogesenkämpfen zum Einsatz, hier erlebte das Geschütz seine Feuertaufe. II./ und III./ResFußAR 7 wurden bei der Belagerung von Antwerpen erstmals eingesetzt, das II. Btl. hatte seine Feuerstellung östlich Beersel und konnte gegen die Forts Koningshoyckt, Lierre und Kessel wirken, das III. Bataillon südlich Hombeek mit Wirkungsmöglichkeit auf die Forts Waelhem und Breendonck.
Das Geschütz kam auch am italienischen Kriegsschauplatz zum Einsatz.

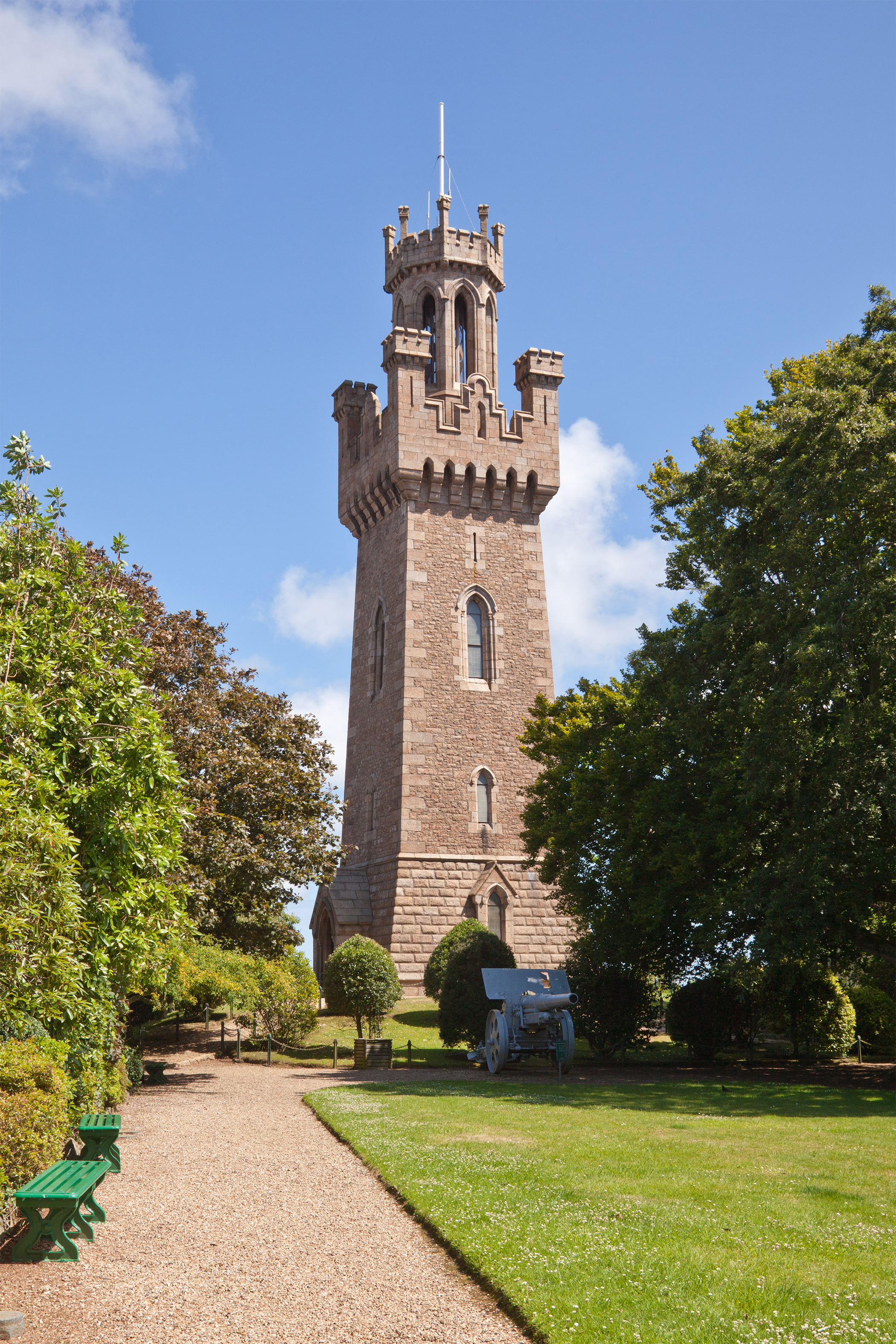
Victoria Tower auf Guernsey mit einem der Geschütze
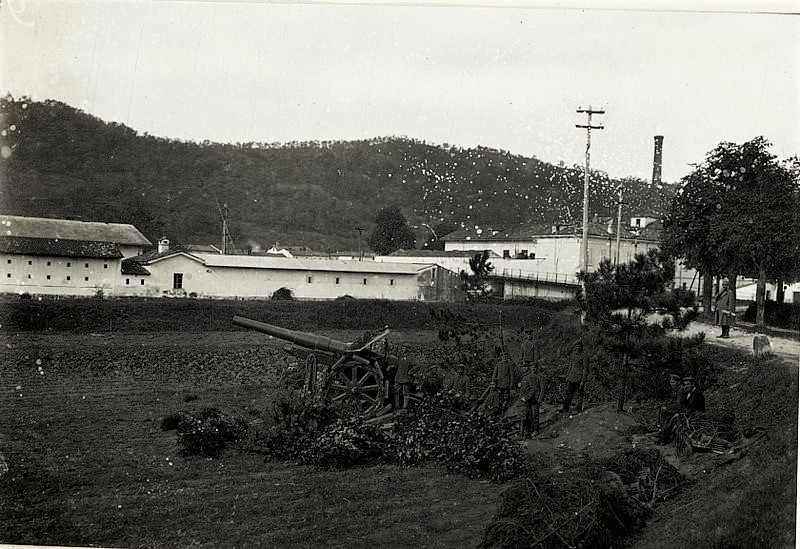
Deutsche 13,5-cm-Kanone 09 am 25. Oktober 1915 in Feuerstellung bei Görz.

## Kriegsbeute
Am 29. September 1918 war die New Zealand Division bei den Kämpfen am Canal du Nord eingesetzt. Teile des „Wellington Regiment“ erbeuteten die Kanone mit der Nr. 4, die nach Kriegsende als Beute nach Neuseeland geschickt wurde. Zur Ehre der Soldaten aus dieser Stadt wurde im Jahre 1920 die Kanone Wellington übergeben. Als eines der wenigen noch existierenden Exemplare steht sie heute im Botanischen Garten Wellington.
1921 wurden der Insel Guernsey vier dieser Geschütze als Anteil an der Kriegsbeute der Alliierten überlassen. Hier befanden sie sich am Victoria Tower in Saint Peter Port, bis 1938 zwei von ihnen wegen des schlechten Zustandes verschrottet wurden. Die beiden anderen hat man 1940 in der Erde vergraben, um sie der Deutschen Wehrmacht nicht in die Hände fallen zu lassen. Danach in Vergessenheit geraten, wurden sie 1978 wiederentdeckt und stehen seither auf ihrem alten Platz.